# Grand Prix Mexika
Grand Prix Mexika (španělsky Gran Prémio de México, anglicky Mexican Grand Prix), od roku 2021 konaná pod názvem Grand Prix Mexico City (španělsky Gran Premio de la Ciudad de México, anglicky Mexico City Grand Prix), je jedním ze závodů mistrovství světa vozů Formule 1, pořádané Mezinárodní automobilovou federací. Tradičním termínem je od roku 2015 měsíc říjen a místem je trať Autódromo Hermanos Rodríguez v Mexico City, hlavním městě Mexika.

## Historie

### Magdalena Mixhuca (1962–1970)
Grand Prix Mexika se konala poprvé 4. listopadu 1962 na okruhu Magdalena Mixhuca. Okruh byl první mezinárodní závodní tratí v Mexiku a byl zbudován v parku uvnitř města Mexico City. Umístění okruhu je pro závodníky i pro závodní techniku velmi náročné, protože se nachází ve výšce 2240 metrů nad mořem, byla velmi hrbolatá kvůli nestálému podloží a jeho součástí byla rychlá 180stupňová zatáčka Peraltada, která je zároveň nájezdem na cílovou rovinku. V letech 1962 až 1970 se Grand Prix Mexika konala na konci října a uzavírala kalendář šampionátu.
Hned první Grand Prix byla poznamenaná smrtí mladé domácí hvězdy Ricardo Rodríguez, který nepřežil havárii právě v rychlé zatáčce Peraltada. V roce 1964 zde získal titul mistra světa jezdců John Surtees, který po dramatickém závodě porazil Grahama Hilla o jediný bod. Hill si spravil chuť o několik let později, kdy v roce 1968 zde získal vítězství a titul mistra světa, když jeho soupeři Jackie Stewart a Danny Hulme závod nedokončili.

### Hermanos Rodríguez (1986–1992)
Na začátku 80. let se na okruhu přejmenovaném po zemřelých pilotech, bratrech Rodríguezových jely pouze závody Indy Cars. V roce 1986 se do Mexika Formule 1 vrátila a své první vítězství zde získal Gerhard Berger. Od roku 1987 se závod přesunul v kalendáři na konec května, což zjednodušilo logistiku - závod se jel mezi Grand Prix Detroitu a Kanady; v roce 1992 se jel dokonce už v březnu. Problémy s hrbolatostí, negativní smogová situace a ekonomické problémy způsobily opětovnou odmlku z kalendáře Formule 1 po Grand Prix v roce 1992.

### Hermanos Rodríguez (2015–)
V roce 2011 mexický miliardář Carlos Slim Domit (syn nejbohatšího muže planety Carlose Slima a člen prezídia Mezinárodní automobilové federace) odhalil plány, jak Grand Prix Mexika do kalendáře Formule 1 vrátit. Bernie Ecclestone potvrdil v červenci 2014 podepsání dohody o pořádání Grand Prix na 5 let. Mezinárodní automobilová federace závod zařadila do oficiálního programu až v kalendáři pro sezónu 2015, vydaném 3. prosince 2014. Prvním vítězem se stal Nico Rosberg, o rok později zde zvítězil bývalý týmový kolega z Mercedesu Lewis Hamilton.

## Vítězové Grand Prix Mexika
Tučně jsou znázorněni účastníci aktuální sezóny šampionátu Formule 1.
Růžové pozadí znázorňuje závody, které nebyly součástí šampionátů Formule 1.

### Opakovaná vítězství (jezdci)
| Počet vítězství | Jezdec         | Roky                         |
| --------------- | -------------- | ---------------------------- |
| 5               | Max Verstappen | 2017, 2018, 2021, 2022, 2023 |
| 3               | Jim Clark      | 1962, 1963, 1967             |
| 2               | Alain Prost    | 1988, 1990                   |
| 2               | Nigel Mansell  | 1987, 1992                   |
| 2               | Lewis Hamilton | 2016, 2019                   |

### Opakovaná vítězství (týmy)
| Počet vítězství | Konstruktér | Roky                         |
| --------------- | ----------- | ---------------------------- |
| 5               | Red Bull    | 2017, 2018, 2021, 2022, 2023 |
| 4               | Lotus       | 1962, 1963, 1967, 1968       |
| 3               | McLaren     | 1969, 1988, 1989             |
| 3               | Ferrari     | 1970, 1990, 2024             |
| 3               | Williams    | 1987, 1991, 1992             |
| 3               | Mercedes    | 2015, 2016, 2019             |

### Opakovaná vítězství (dodavatelé motorů)
| Počet vítězství | Dodavatel   | Roky                         |
| --------------- | ----------- | ---------------------------- |
| 5               | Honda       | 1965, 1987, 1988, 1989, 2021 |
| 3               | Climax      | 1962, 1963, 1964             |
| 3               | Ford*       | 1967, 1968, 1969             |
| 3               | Ferrari     | 1970, 1990, 2024             |
| 3               | Mercedes    | 2015, 2016, 2019             |
| 2               | Renault     | 1991, 1992                   |
| 2               | TAG Heuer** | 2017, 2018                   |

* Byl vyráběn Cosworth
** Byl vyráběn Renault

### Vítězové v jednotlivých letech
| Rok         | Jezdec                  | Konstruktér         | Trať                         | Výsledky  |
| ----------- | ----------------------- | ------------------- | ---------------------------- | --------- |
| 2024        | Carlos Sainz Jr.        | Ferrari             | Autódromo Hermanos Rodríguez | Výsledky  |
| 2023        | Max Verstappen          | Red Bull-Honda RBPT | Autódromo Hermanos Rodríguez | Výsledky  |
| 2022        | Max Verstappen          | Red Bull-RBPT       | Autódromo Hermanos Rodríguez | Výsledky  |
| 2021        | Max Verstappen          | Red Bull-Honda      | Autódromo Hermanos Rodríguez | Výsledky  |
| 2020        | Nejelo se               | Nejelo se           | Nejelo se                    | Nejelo se |
| 2019        | Lewis Hamilton          | Mercedes            | Autódromo Hermanos Rodríguez | Výsledky  |
| 2018        | Max Verstappen          | Red Bull-TAG Heuer  | Autódromo Hermanos Rodríguez | Výsledky  |
| 2017        | Max Verstappen          | Red Bull-TAG Heuer  | Autódromo Hermanos Rodríguez | Výsledky  |
| 2016        | Lewis Hamilton          | Mercedes            | Autódromo Hermanos Rodríguez | Výsledky  |
| 2015        | Nico Rosberg            | Mercedes            | Autódromo Hermanos Rodríguez | Výsledky  |
| 2014 - 1993 | Nejelo se               | Nejelo se           | Nejelo se                    | Nejelo se |
| 1992        | Nigel Mansell           | Williams-Renault    | Autódromo Hermanos Rodríguez | Výsledky  |
| 1991        | Riccardo Patrese        | Williams-Renault    | Autódromo Hermanos Rodríguez | Výsledky  |
| 1990        | Alain Prost             | Ferrari             | Autódromo Hermanos Rodríguez | Výsledky  |
| 1989        | Ayrton Senna            | McLaren-Honda       | Autódromo Hermanos Rodríguez | Výsledky  |
| 1988        | Alain Prost             | McLaren-Honda       | Autódromo Hermanos Rodríguez | Výsledky  |
| 1987        | Nigel Mansell           | Williams-Honda      | Autódromo Hermanos Rodríguez | Výsledky  |
| 1986        | Gerhard Berger          | Benetton-BMW        | Autódromo Hermanos Rodríguez | Výsledky  |
| 1985 - 1971 | Nejelo se               | Nejelo se           | Nejelo se                    | Nejelo se |
| 1970        | Jacky Ickx              | Ferrari             | Autódromo Hermanos Rodríguez | Výsledky  |
| 1969        | Denny Hulme             | McLaren-Ford        | Autódromo Hermanos Rodríguez | Výsledky  |
| 1968        | Graham Hill             | Lotus-Ford          | Autódromo Hermanos Rodríguez | Výsledky  |
| 1967        | Jim Clark               | Lotus-Ford          | Autódromo Hermanos Rodríguez | Výsledky  |
| 1966        | John Surtees            | Cooper-Maserati     | Autódromo Hermanos Rodríguez | Výsledky  |
| 1965        | Richie Ginther          | Honda               | Autódromo Hermanos Rodríguez | Výsledky  |
| 1964        | Dan Gurney              | Brabham-Climax      | Autódromo Hermanos Rodríguez | Výsledky  |
| 1963        | Jim Clark               | Lotus-Climax        | Autódromo Hermanos Rodríguez | Výsledky  |
| 1962        | Trevor Taylor Jim Clark | Lotus-Climax        | Autódromo Hermanos Rodríguez | Výsledky  |